# إم جاي-سن
إم جاي-سن (هانغل: 임재선) هو لاعب كرة قدم كوري جنوبي في مركز الهجوم، ولد في 10 يونيو 1968. شارك مع منتخب كوريا الجنوبية لكرة القدم. أما مع النوادي، فقد لعب مع أولسان هيونداي ونادي سول ونادي سونغنام.

## وصلات خارجية
- إم جاي-سن على موقع دوري كوريا الجنوبية (الإنجليزية)